# 베르타 폰 주트너
베르타 펠리시타스 조피 폰 주트너 여남작(독일어: Bertha Felicitas Sophie Freifrau von Suttner, 1843년 6월 9일 - 1914년 6월 21일) 또는 베르타 폰 주트너(Bertha von Suttner)는 오스트리아의 소설가이자 급진적 평화주의자로, 여성으로는 처음으로 노벨 평화상을 수상한 인물이다.
1843년 보헤미아 프라하에서 오스트리아 육군 원수 프란츠요제프 그라프 킨스키 폰 브히니츠 운트 테타우(Franz-Josef Graf Kinsky von Wchinitz und Tettau)와 그의 아내 조피 폰 쾨르너(Sophie von Körner)의 딸로 태어났으며 1873년에 주트너 남작의 가정 교사가 되었다. 슬하에 아르투어 프란츠 그라프 킨스키 폰 브히니츠 운트 테타우(Arthur Franz Graf Kinsky von Wchinitz und Tettau)라는 동생을 두었으며 엔지니어이자 소설가인 아르투어 군다카르 폰 주트너 남작(Arthur Gundaccar Freiherr von Suttner)과 약혼했지만 가족의 반대로 무산되고 만다.
1876년 알프레드 노벨이 자신의 파리 저택에서 일할 비서를 구한다는 내용을 광고를 통해 노벨의 비서로 고용되었지만 노벨의 비서로 고용된 지 1주일 만에 비서를 그만 두었고 빈으로 돌아가기 직전인 1876년 6월 12일에 아르투어와 비밀 결혼식을 올린다.
1889년 소설 《무기를 내려놓으시오! (Die Waffen nieder!)》를 발표하면서 평화주의의 선구자로 부상하기 시작했으며 1891년에 오스트리아 평화주의 기구를 설립했다. 그의 평화주의 운동은 대외적으로 널리 알려지기 시작했고 1892년부터 1899년까지 그가 쓴 책 제목에서 유래된 국제 평화주의 전문 잡지인 《무기를 내려놓으시오! (Die Waffen nieder!)》가 발행되기에 이른다. 그의 평화주의 운동은 헨리 토머스 버클과 허버트 스펜서, 찰스 다윈의 저서에 큰 영향을 받았다. 노벨이 사망한 1896년까지 노벨과 편지를 주고받았으며 노벨이 노벨상에 평화 부문을 포함시킨 것도 그의 영향이 큰 것으로 추정된다. 1905년 노벨 평화상을 수상했다.
그의 초상화는 한때 오스트리아의 1,000실링 지폐에 그려져 있기도 했으며 현재 통용되고 있는 오스트리아의 2유로 동전에도 그의 초상화가 그려져 있다.

## 대표 저서
- 《기계 시대의 도래 (Das Maschinenalter entsteht)》 (1889년)
- 《무기를 내려놓으시오! (Die Waffen nieder!)》 (1889년)
- 《고독과 빈곤 (Einsam und arm)》 (1896년 드레스덴)
- 《헤이그 평화 회의 (Die Haager Friedenskonferenz)》 (1900년 라이프치히)
- 《평화 운동의 발전 (Die Entwicklung der Friedensbewegung)》 (1907년 라이프치히)
- 《현대사의 평주 (Randglossen zur Zeitgeschichte)》 (1892년-1900년, 1907년-1914년)
- 《군비와 과잉 군비 (Rüstung und Überrüstung)》 (1909년 베를린)
- 《인류의 높은 사상 (Der Menschheit Hochgedanken)》 (1911년 베를린)
- 《하늘의 만행 (Die Barbarisierung der Luft)》 (1912년 베를린)

## 사진

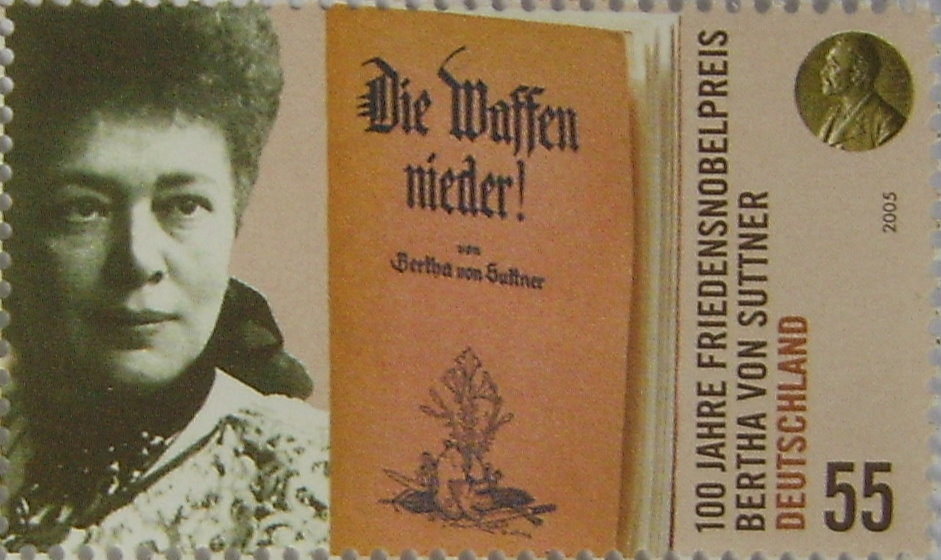
독일에서 발행된 베르타 폰 주트너 기념 우표

## 같이 보기
- 평화주의
- 오스트리아의 작가 목록
- 여자 노벨상 수상자 목록